# D'Alegria
A D'Alegria é uma empresa brasileira especializada na construção de baixos e guitarras elétricos, feitos à mão com madeiras nobres do Brasil.

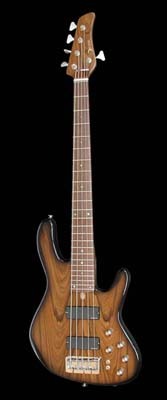
Baixo D'Alegria Defender JB Deluxe de 5 cordas

## História
Após dez anos de trabalho na área de telecomunicações, dois engenheiros formados pela PUC/RJ em 1992, Daniel Alegria e Rodrigo Werneck, resolveram se juntar para iniciar um trabalho completamente inusitado: a construção e a comercialização de baixos e guitarras elétricos visando o mercado "high end".
Totalmente fabricados no Brasil, e utilizando madeiras certificadas brasileiras de altíssima qualidade e beleza, os instrumentos criados pela D'Alegria se diferenciam dos seus concorrentes no mercado pelo seu alto grau de customização.  Os mais de 15 anos de estudo e prática de marcenaria contribuíram para a obtenção de técnicas que permitem tirar o máximo de requinte visual e técnico dos mais diversos tipos de madeiras.  O cuidado na escolha das madeiras utilizadas engloba ao mesmo tempo esmero na obtenção de uma sonoridade ímpar e uma preocupação com a preservação do já um tanto quanto combalido meio-ambiente, através do uso de madeiras certificadas adquiridas de fornecedores que incorporam o replantio e outros cuidados ambientais pertinentes aos seus processos.  É importante também frisar o uso de novas madeiras não tradicionalmente empregadas na construção de instrumentos musicais, como a andiroba (recomendada como substituta do mogno), o ipê (uma das madeiras mais estáveis e rígidas), o freijó (tipicamente utilizada em mobiliário fino), a muiracatira, o roxinho, o cumaru, a garapa, o marupá, o tauari, entre outras, contribuindo desta forma ao mesmo tempo para a obtenção de timbres específicos e para a disseminação de uma cultura que aliviará a pressão sobre as espécies ameaçadas.
Tudo isso contribui para colocar as madeiras brasileiras como as utilizadas mundialmente como padrão na construção destes instrumentos, posicionando o Brasil favoravelmente no mercado internacional pelo volume de suas reservas.  Esse processo já aconteceu com o jacarandá e o mogno no passado, por exemplo, porém o contrabando e a extração desordenada colocaram-nas em risco iminente de extinção.  O uso ordenado de materiais brasileiros de custo baixo pode potencialmente também contribuir para o processo de industrialização do Brasil nesse segmento, fazendo com que o mesmo venha a virar um polo para tal, como já aconteceu com a Coréia e agora acontece com a China.
Dentre as características diretamente relacionadas ao aspecto musical, estão a criação de um instrumento eclético que atenda a todos os estilos de música.  Os circuitos ativos ToneChaser utilizados permitem ajustes tão específicos quanto a escolha das madeiras empregadas em cada instrumento, e tudo isso deve estar em sintonia para permitir a obtenção do som ideal para cada músico.

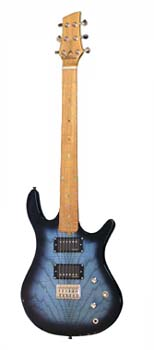
Guitarra D'Alegria Dimension de 6 cordas

## Modelos

### Modelos básicos
- Dart - baixo de 4, 5 ou 6 cordas, com as variações Dart Deluxe (com acabamento sunburst), A-Dart ("Acoustic Dart", com captação piezoelétrica) e Double Dart (com dois braços)
- Defender - baixo de 4 ou 5 cordas, com as variações PJ (baseado no baixo Fender Precision Bass), JB e JB Deluxe (baseados no baixo Fender Jazz Bass)
- Dragster - baixo de 4 ou 5 cordas (baseado nos baixos MusicMan StingRay)
- Discovery - baixo vertical de 4 cordas, com captação piezoelétrica
- Dimension - guitarra de 6 cordas (baseada nas guitarras Paul Reed Smith)
- Dragon - baixo de 4, 5, 6 ou 7 cordas (baseado nos Fodera Emperor II)

### Modelos signature
- Defender TB - baixo de 4 cordas, com trastes, modelo signature de Trevor Bolder
- Defender TP - baixo de 5 cordas, com trastes, modelo signature de Trae Pierce
- Defender JP - baixo de 5 cordas, com trastes, modelo signature de Jorge Pescara
- Dimension JD - guitarra de 6 cordas, modelo signature de Jan Dumée
- Dart FA - baixo de 6 cordas, com trastes, modelo signature de Felipe Andreoli (músico)
- A-Dart FA - baixo de 6 cordas, fretless, modelo signature de Felipe Andreoli (músico)
- Dart AN - baixo de 6 cordas, com trastes, modelo signature de André Neiva
- Dynamo AG - baixo de 4 cordas (escala curta, 32 polegadas), com trastes, modelo signature de André Gomes

## Músicos que usam instrumentos D'Alegria
- Trevor Bolder (bandas Uriah Heep, Wishbone Ash e David Bowie)
- Trae Pierce (Blind Boys of Alabama, e bandas de James Brown e Dr. Hook)
- Jan Dumée (On The Rocks, Focus)
- Zuzo Moussawer (Conservatório Souza Lima)
- André Neiva (banda de Marcio Montarroyos, e Cama de Gato)
- Bruno Migliari (bandas de Roberto Frejat e Ana Carolina, 8VB)
- Jorge Pescara (Ithamara Koorax, Dom Um Romão, Eumir Deodato, Luiz Bonfá, artista solo JSR)
- Felipe Andreoli (músico) (bandas Angra e Karma)
- Arthur Maia (banda de Gilberto Gil)
- Jamareo Artis (Damon Little & Nu Beginning)
- André Vasconcellos (bandas de Leila Pinheiro e Hamilton de Holanda)
- Ako Kiiski (Wishbone Ash)
- Dennis Ward (Pink Cream 69)
- Dudu Lima (banda de Stanley Jordan)
- André Gomes (banda de Pepeu Gomes, Cheiro de Vida)
- Pedrão Baldanza (banda Som Nosso de Cada Dia)
- Geraldo Vieira (EMT - Escola de Música & Tecnologia)
- André Carneiro (banda de Fernanda Abreu)
- Rodrigo Montanhaur
- Ricardo Polato (artista solo - www.ricardopolato.com)
- Luciana Requião
- Francisco Falcon (músico) (banda Fruto Sagrado)
- Juliano Candido (banda de Mark Lambert)
- Gustavo Missola